# Emballonura beccarii
Emballonura beccarii — є одним з видів мішкокрилих кажанів родини Emballonuridae.

## Поширення
Країни поширення: Індонезія, Папуа Нова Гвінея. Цей вид був записана від рівня моря до 1500 м над рівнем моря. Це печерний вид, який полює на комах уздовж лісових струмків, на вирубках і густому лісі. Самиці, як передбачається, народжують одне або два дитинча на рік.

## Загрози та охорона
Може бути локально виду загрожує полювання на їжу. Потенційною загрозою є порушення печер.